# Clube dos Democráticos

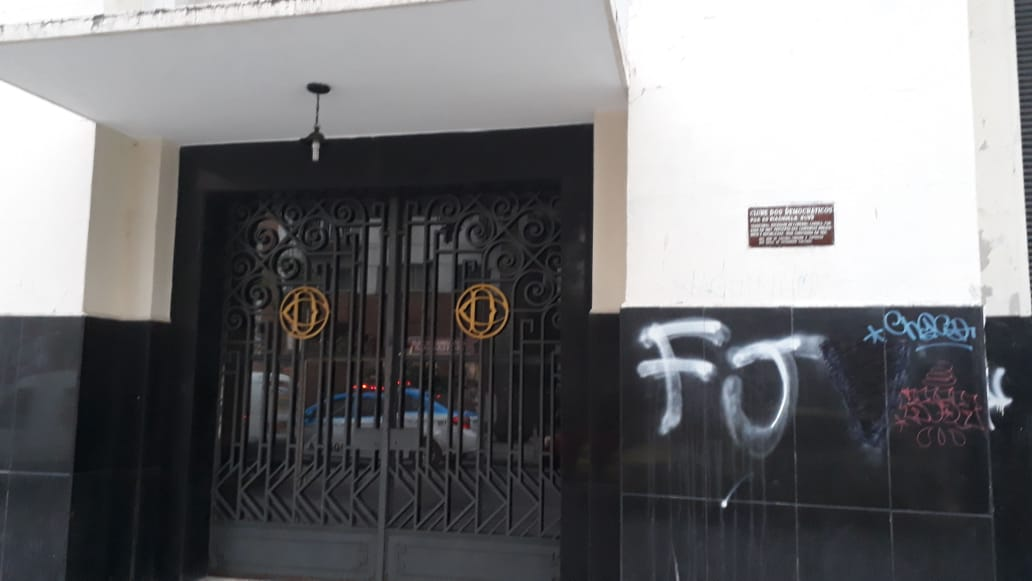
Sede do Clube dos Democráticos, em 2018

O Clube dos Democráticos, anteriormente Democráticos Carnavalescos é uma sociedade carnavalesca da cidade do Rio de Janeiro, fundada em 1867. Ainda existe atualmente, mantendo atividades culturais e carnavalescas, mas está afastada dos desfiles oficiais desde o declínio dos desfiles das grandes sociedades. É considerada a agremiação carnavalesca mais antiga da cidade em atividade.

## História

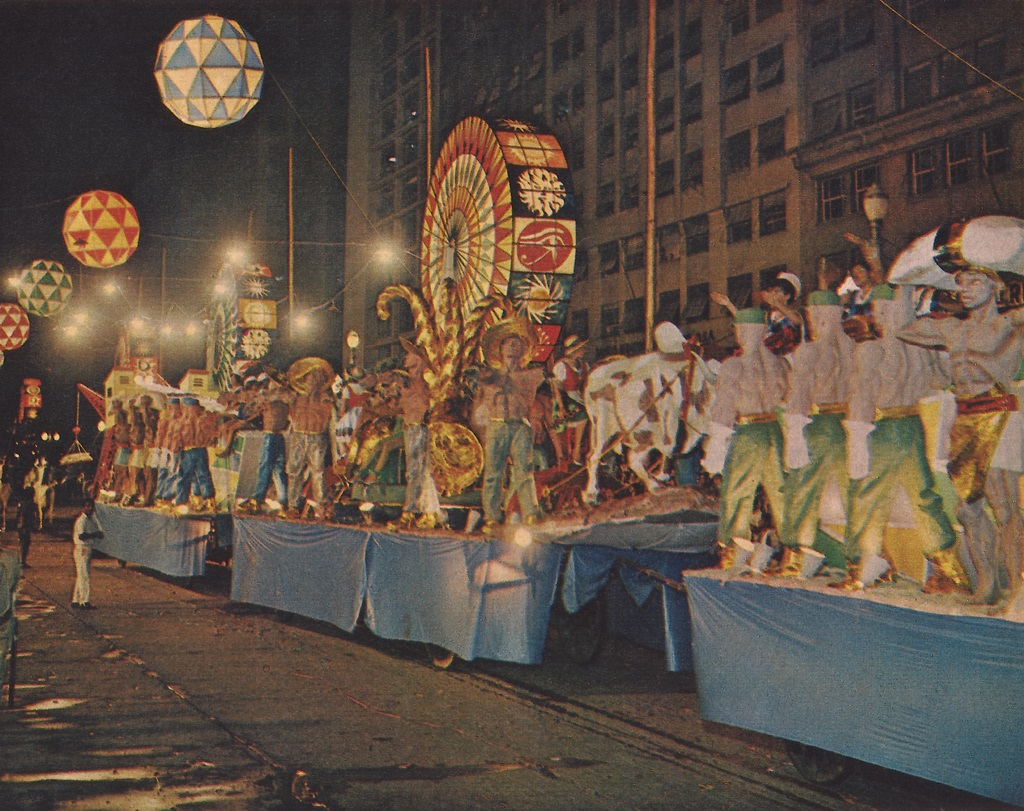
Alegorias do Clube dos Democráticos, em 1966

Eram uma sociedade caracterizada principalmente pelas críticas políticas em seus desfiles. Em 1882, chegaram a afirmar que "Não se deveria desfrutar o carnaval de modo ingênuo ou alienado".
No ano de 1939, foi o vice-campeão do Carnaval, na categoria.  Repetiu a colocação em 1950, ao totalizar 626 pontos. Em 1952, totalizou 299 pontos, obtendo novamente o vice-campeonato.
E em 1966, ao obter 56 pontos, o Democráticos sagrou-se campeão. Naquele ano, obteve as seguintes notas: escultura: 9; coreografia: 5; iluminação: 5; maquinária: 5; concepção artística:10; conjunto:10; guarda-roupa:8; comissão de frente:4.
Após a decadência dos desfiles de sociedades carnavalescas, o Democráticos abandonou o certame, voltando-se para outros tipos de atividades culturais e carnavalescas. Sua sede, o Castelo dos Democráticos, foi tombada em 1987 pelo IPHAN. Atualmente promove shows de música popular, inclusive de samba, sendo considerada um conceituado local de espetáculos.